# Mina-Giselle Rüffer
Mina-Giselle Rüffer (* 27. Januar 2003 in Männedorf) ist eine deutsche Schauspielerin.

## Leben
Rüffer lebt in Berlin.
2019 absolvierte sie ein Auslandsjahr in London.

## Filmografie
- 2014: Rico, Oskar und die Tieferschatten
- 2015: Burg Schreckenstein
- 2015: Ente gut! Mädchen allein zu Haus
- 2017: Burg Schreckenstein 2 – Küssen (nicht) verboten
- 2020: Lucie. Läuft doch! (Fernsehserie)
- 2020: Der Usedom-Krimi – Nachtschatten (Fernsehfilm)
- 2020–2022: DRUCK (Webserie)
- 2022: Tatort – Borowski und der Schatten des Mondes (Fernsehreihe)
- 2022: Liberame – Nach dem Sturm (Mehrteiler)
- 2022: Mein Lotta-Leben: Alles Tschaka mit Alpaka!
- 2022: Over & Out
- 2023: Was wir fürchten (Fernsehserie)
- 2023: Wer wir sind (Fernsehserie)
- 2023: Tatort: Kontrollverlust (Fernsehfilm)
- 2024: Wir für immer
- 2025: Tschappel (Fernsehserie)
- 2025: Trapps Sommer (Fernsehfilm)

## Auszeichnungen
- Grimme-Preis Special für ihre herausragende Darstellung der Rolle Nora in der 5. Staffel von DRUCK.[3]